# Camille Chautemps
Camille Chautemps (Parigi, 1º febbraio 1885 – Washington, 1º luglio 1963) è stato un politico francese.
È stato il Presidente del Consiglio dei Ministri della Francia per quattro volte: la prima dal 21 febbraio al 2 marzo 1930, la seconda dal 26 novembre 1933 al 30 gennaio 1934, la terza dal 22 giugno 1937 al 18 gennaio 1938 e la quarta dal 18 gennaio al 13 marzo 1938.

## Biografia
Deputato dal 1919 al 1934, poi senatore dal 1934 al 1940, si schierò con il partito radical - socialista. 
Il 9 gennaio 1934 Le Canard enchaîné titolò che Stavisky s'era suicidato "con un proiettile esploso da tre metri di distanza: ecco che succede ad avere le braccia troppo lunghe". L'inchiesta - apertasi già il 29 dicembre 1933 con l'arresto di un suo complice - aveva dimostrato che le aderenze mondane del defunto gli avevano valso il rinvio per 19 volte dell'emanazione di un ordine di comparizione, ad opera del procuratore della Repubblica di Parigi, Pressard, cognato del Presidente del consiglio in carica Camille Chautemps. 
L'ammontare ingente (235 milioni di franchi) dei falsi titoli emanati da Stavisky - a valere sui depositi del Credito municipale di Bayonne -  scatenò una grande polemica pubblica sul grado di complicità dei parlamentari che sostenevano il governo, accusati di aver impedito che i precedenti procedimenti penali a carico di Stavisky fossero conclusi. André Tardieu pubblicò una lista di parlamentari « touché » dall'accusa di aver protetto il truffatore, secondo il metodo della stampa d'inchiesta già sperimentato mezzo secolo prima nello scandalo di Panama; Léon Daudet - l'inventore del termine « stavisqueux » applicato ai complici del truffatore, o presunti tali - denunciò in Chautemps il capo di una banda di ladri e di assassini.
L'Action française, i monarchici, le leghe populiste di destra ed i comunisti denunciarono nello scandalo la decadenza della Terza Repubblica, in un momento in cui la crisi economica iniziata nel 1929 ancora mordeva i ceti popolari: un'ondata di antiparlamentarismo travolse il paese, fino a dar luogo ai moti del 6 febbraio 1934 a Parigi; una coloritura di antisemitismo derivò, in queste polemiche, dal fatto che alcuni evidenziassero che Stavisky era cresciuto in una famiglia ebraica di origini russe.
La stampa francese già aveva messo in dubbio la veridicità del suicidio, sospettando che l'uomo era stato vittima del desiderio di sottrarsi allo scandalo da parte delle sue innumerevoli coperture politiche: la riprova fu poi ricavata - il 16 febbraio 1934 - dalla scoperta a Digione del corpo decapitato dell'inquirente Albert Prince, il che fece emergere i dissensi investigativi del defunto con il superiore Pressard. Ma Édouard Daladier aveva già posto termine alle possibili conseguenze immediate, a livello politico, dello scandalo, rassegnando a sua volta le dimissioni: il suo gabinetto radical-socialista - entrato in funzione a fine gennaio dopo che erano diventate operative le dimissioni di Chautemps - cessò il 7 febbraio 1934.
Più volte ministro, durante il difficile periodo che attraversò la Francia dal 1932 al 1940 si rese assai impopolare tra la destra, che lo attaccò in ragione del suo coinvolgimento nell'affare Stavisky.
Già il giorno dopo la scoperta del cadavere del bancarottiere, nello chalet di Chamonix l'8 gennaio 1934, il ministro della giustizia si dimise; il 10 seguirono le dimissioni, nelle mani del Capo dello Stato Albert Lebrun, dell'intero gabinetto Chautemps.
Nel 1936, con l'avvento del Fronte Popolare (denominazione della coalizione dei partiti di sinistra) Chautemps ebbe dal presidente del Consiglio Léon Blum la nomina a ministro di Stato.
Vicepresidente del Consiglio nel gabinetto di Édouard Daladier dal 1938 al 1940, e successivamente in quello di Paul Reynaud (21 marzo - 16 giugno 1940), durante l'invasione nazista della Francia si rifugiò con il governo a Bordeaux.
Massone, iniziato a Tours l'8 dicembre 1906 nella loggia dei  Démophiles, appartenente al Grande Oriente di Francia, raggiunse il 33º ed ultimo grado del Rito scozzese antico ed accettato e fu membro del suo Supremo consiglio; quando, il 13 agosto 1940, fu promulgata la legge che proibiva le associazioni "segrete" e obbligava i funzionari e gli impiegati dello stato a sottoscrivere una dichiarazione al proposito, Chautemps disse al Maresciallo Pétain : « Ah ! Signor Maresciallo, come La ringrazio per aver preso questa decisione. Da parte mia, l'aspettavo da molto tempo... ». 
Chautemps mantenne i suoi incarichi anche durante il governo Pétain, controfirmando il Secondo armistizio di Compiègne del 22 giugno. Fu poi incaricato di una missione ufficiosa a Washington, dove restò durante l'occupazione e la Seconda Guerra mondiale.
Dopo il conflitto dovette rinunciare ad ogni attività politica, a seguito della condanna a 5 anni per collaborazionismo da parte dell'Alta Corte di epurazione; beneficiò di amnistia nel 1954.
Morì nella capitale americana il 1º luglio 1963, a 78 anni.